# Métro léger de Stuttgart
 (mars 2012).
Si vous disposez d'ouvrages ou d'articles de référence ou si vous connaissez des sites web de qualité traitant du thème abordé ici, merci de compléter l'article en donnant les références utiles à sa vérifiabilité et en les liant à la section « Notes et références ».

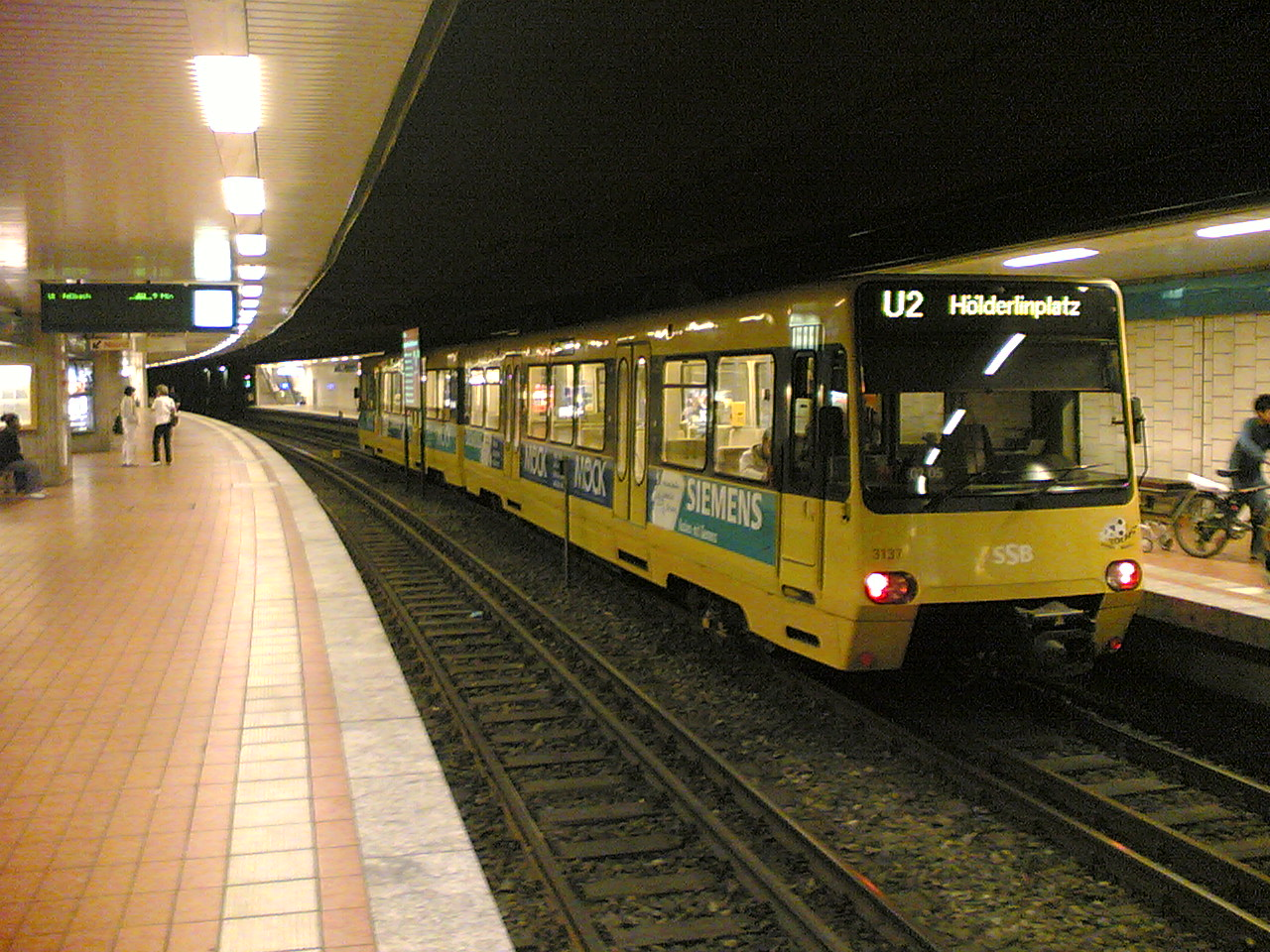
Métro de Stuttgart

Le métro léger de Stuttgart (ou Stadtbahn Stuttgart) est né de la transformation du réseau de tramway de Stuttgart. Sa naissance remonte à 1961, lorsque le conseil municipal choisit d'enterrer les voies de tramway en centre-ville, et de les installer en site propre en surface à la périphérie.

## Histoire
L'histoire des tramways de Stuttgart débute le 7 avril 1868 avec la création de la « Stuttgarter Pferde-Eisenbahn-Gesellschaft » (SPE). Cette société commence l'exploitation d'une ligne de tramway à traction animale et à voie normale le 29 juillet 1868. En 1886, la société  « Neue Stuttgarter Straßenbahngesellschaft Lipken und Cie. » (NSS) ouvre une ligne de tramway à voie métrique utilisant elle aussi la force motrice des chevaux. Trois ans plus tard, les deux compagnies fusionnent et donne naissance à la « Stuttgarter Straßenbahnen AG » (SSB).  Celle-ci choisit pour son réseau la voie métrique, en raison des contraintes topographiques de la ville. En 1892 sont lancés les premiers essais de tramway électriques. L'électrification totale du réseau sera achevée en 1895.
En 1919, la Cannstatter Straßenbahn GmbH est intégrée à la SSB. En 1920, la ville a financé le raccordement à Bopser entre le réseau de la SSB et celui de la Filderbahn. 5 motrices de la Filderbahn et de 8 de la SSB ont été modifiées pour les équiper de patins magnétiques de freinage et d'une perche de captage du courant se terminant par une roulette. Ceci a permis de créer des relations directes entre Stuttgart et Degerloch. L'année suivante, la SSB a repris l'exploitation de la Filderbahn.
1929 a été l'année où le réseau de tramways à voie métrique de l'agglomération de Stuttgart a connu sa plus forte extension. Ainsi les voies de la SSB sont raccordées une seconde fois au réseau de la Filderbahn à Vaihingen, et au réseau de la Städtische Straßenbahn Feuerbach' (SSF). La Straßenbahn Esslingen–Nellingen–Denkendorf '(END) met en service la ligne entre Nellingen et Neuhausen. Le 30 octobre 1929 est mis en service le funiculaire de Stuttgart vers Waldfriedhof.
En 1934, la Filderbahn et la SSF fusionnent au sein de la SSB. Après sa transformation en réseau de trolleybus, le réseau des Esslinger Städtischen Straßenbahn fusionne avec la SSB en 1944.
En 1953, la SSB lance les essais de 5 rames de grande longueur type GT6 reposant sur 3 bogies. Ceux-ci n'ayant pas été satisfaisants ces prototypes resteront sans descendance. L'année suivante, les premières motrices de type T2 à deux essieux, et à structure entièrement en acier construites par la Maschinenfabrik Esslingen sont mises en circulation. Ce sont les derniers trams à deux essieux qui ont été exploités à Stuttgart (ils sont restés en service jusqu'en 1976). En 1955, l'ensemble du matériel moteur a été équipé d'un pantographe pour capter les courants des lignes aériennes (adaptées en conséquence) en remplacement des perches munies de roulettes.
Les premières rames articulées du type GT4 sont arrivées sur le réseau en 1959. La livraison des 350 rames commandées par la SSB s'est étalée jusqu'en 1963. 35 de ces rames sont restées en exploitation jusqu'à la conversion de la dernière ligne de tram en métro léger, fin 2007.
En 1961, la ligne 3 est abandonnée, pour être exploitée par autobus sous le numéro 41. Dans les années suivantes le réseau de tram se voit amputé de plusieurs lignes.
En 1962 débute sur la Charlottenplatz la construction de la première section de ligne et de la première station en tunnel. L'ensemble est mis en service en 1966.
En 1964, 70 voitures de type T2 sont transformées en rames articulées à deux caisses et sont reclassées dans le type DoT4. Ces rames sont restées en service voyageur jusqu'en 1983, et un petit nombre continue à circuler après avoir été transformé en matériel de service.
À partir de 1976, les voies des lignes de Killsberg et Doggenburg (ligne 10) empruntent le tunnel de la Heilbronner Straße, ceci bien que des essais de remplacement de la ligne de tramway par une ligne d'autobus (à l'époque ligne 43) aient été jugés concluants.
En 1978, lors de la création des Verkehrs-und Tarifverbund Stuttgart (VVS, qui est une autorité organisatrice des transports), la SSB est a été intégrée à son périmètre d'intervention. Cette même année les tramways ont circulé pour la dernière fois en surface sur la Schlossplatz, la partie haute de la Königstraße ainsi qu'en direction de Gablenberg (Ligne 8) et sur la Leipziger Platz (Ligne 21).
En 1980, la SSB transforme la rame DoT4 no 929 en véhicule salon sous le nom Partywagen 999. Celui-ci peut être affrété à la demande pour des circulations spéciales pour des fêtes. Un service de restauration pouvait y être assuré. Ce matériel ayant eu un grand succès, de nombreux réseaux allemands ont copié l'idée.
En 1981, les voies des deux sens de circulation des lignes 2 et 9 qui passaient dans deux rues parallèles à l'ouest de la ville sont regroupées dans la même rue (les trains circulent désormais dans les deux directions dans la Bebelstraße). La boucle de retournement que constituait cet itinéraire est remplacée par la boucle de Vogelsang. Celle-ci étant incompatible avec les rames du type DoT4, elles perdent toute affectation régulière, car la ligne 2 était la seule apte en totalité à leur circulation.
Le tronçon de la ligne 3 entre Möhringen et Plieningen est exploité avec les rames de présérie à voie normale du métro léger de type DT 8.1 à DT 8.3 à partir de 1983. À cette date, l'utilisation des rames du type DoT4 cesse définitivement. En 1985, la ligne 3 est la première à être entièrement convertie à voie normale.
Au printemps 1986 débute la conversion vers la voie normale de la ligne 1 (Vaihingen–Fellbach). À l'été, c'est au tour de la ligne 14 d'entamer sa mue. Ainsi, seules les rames du métro léger circulent au centre de Stuttgart. Cela constitue un réseau desservant le centre de Fellbacher et Vaihingen et permettant la correspondance avec ligne de Vaihingen a Rohr.
La mise en service du tunnel de Neue Weinsteige en 1987 a entraîné la disparition de la voie en surface au tracé panoramique. Ce souterrain a permis d'augmenter la fréquence des tramways sur la ligne. Cette même année, dans le quartier de Feuerbach, les lignes 6 et 13 ont été déviées sur un nouveau tracé, parallèle aux anciennes voies, dans la Steiermärker Straße.
À partir de 1988, la Volksfestlinie (devenu depuis U11) en direction de Cannstatter Wasen est exploitée avec du matériel à voie normale du métro léger.
La transformation de la ligne 9 (Hedelfingen–Vogelsang) en 1989 marque la fin de sa traversée du quartier de Wangen. La ligne 9 emprunte alors le même itinéraire que les lignes 4 et 13 par le triangle de la Wasenstraße.
En 1990, les lignes U5 (Freiberg–Leinfelden) et U6 (Feuerbach–Möhringen) du métro léger sont mises en service simultanément, la ligne U16 (Gerlingen–Heumaden) voit sa desserte renforcée ce qui fait sortir de sa léthargie cette ancienne ligne. Ceci sans oublier les prolongement des lignes U1 de Vaihingen à Rohr et U6 de Leinfelden à Echterdingen. C'est cette année-là, que le réseau a connu sa croissance la plus rapide.
Après l'achèvement du tunnel de Weilimdorfer en 1992, la ligne U6 a pu être prolongée jusqu'à la ville voisine de Gerlingens en 1993. La nouvelle ligne U7 (Killesberg–Degerloch) mise en service la même année est la première à être exploitée avec des trains composés d'unités multiples de 2 rames. À l'occasion de l'exposition international de jardins (IGA93), une ligne spéciale est mise en service entre Cannstatter Wasen (boucle du Neckarstadion) jusqu'au Rosensteinpark où se tenait la manifestation. ce service a nécessité la construction d'une boucle de retournement provisoire dans le Rosensteinpark. Elle a été démontée après la fin de l'exposition.
En 1994, les lignes U4 et U9 du métro léger atteignent Botnang. La reconstruction de la ligne 4 fut en revanche fatale à la branche Untertürkheim–Obertürkheim.
En automne 1997, la ligne 13 du métro léger est mise en service, d'abord entre Feuerbach et Schlotterbeckstraße à Untertürkheim, six mois plus tard, elle est prolongée à Hedelfingen. À l'occasion de l'ouverture du tunnel de Waldau en 1998, la ligne U7 ne va plus à Degerloch, mais à Ruhbank (tour de la télévision). En 1999, une nouvelle génération de rames, la série DT 8.10 commence à circuler. La même année sont mises en service les voies entre Ruhbank et Heumaden (lignes U7 et U15) et Mühlhausen à Neckargröningen (ligne U14).
Un an plus tard, en automne 2000, a été mise en service la Filderstrecke entre Heumaden et Nellingen. La nouvelle ligne U8 circule  de Nellingen à Vaihingen par Weinsteige-Waldau. En 2002, la ligne U2 est prolongée en deux étapes de Hölderlinplatz et Hauptfriedhof. Cette même année, les rames GT4 non modernisées sont retirées du service.
En 2005 sont mises en service les extensions du réseau entre Hauptfriedhof et Neugereut (ligne U2) et Freiberg et Mönchfeld (ligne U5). Avec la mise en service des rames les plus modernes du réseau (série DT 8.11), le parc de matériel roulant du métro léger atteint les 164 trains. Cette même année, les girouettes indiquant la destination en face avant des rames sont équipées d'afficheurs à diodes en remplacement des films déroulants imprimés.
Avec la conversion de la ligne 15 en métro léger le 8 décembre 2007 s'achève l'époque des tramways classiques à Stuttgart.

### Les anciennes lignes de tramway
Seules sont reprises les lignes régulières. Il y avait aussi des services spéciaux (par exemple: 1E, 2E…) qui circulaient uniquement en heure de pointe, ou les dimanches et jours fériés.
Juillet 1932
| Ligne       | Parcours des tramways de la SSB |
| ----------- | --- |
| 1           | Fellbach – Cannstatt – Berg – Hauptbahnhof – Schloßplatz – Heslach – Vaihingen – a) Krehlstraße / – b) Rohr (un train sur deux)         |
| 2           | Gablenberg Schule – Ostheim – Hauptbahnhof – Schloßplatz – Leipziger Platz – Westbahnhof – Charlottenbuche                              |
| 3           | Marienplatz – Zahnradbahnhof – Olgastraße – Schloßplatz – Hauptbahnhof – Silberburgstraße – Marienplatz                                 |
| 4           | Untertürkheim – Gaisburg – Ostendplatz – Charlottenplatz – Wilhelmsbau – Hölderlinplatz                                                 |
| 5           | Degerloch West – Neue Weinsteige – Bopser – Schloßplatz – Hauptbahnhof – Pragsattel – Zuffenhausen Rbhf.                                |
| 6           | Schreiberstraße – Rosenbergstraße – Hegelplatz – Hauptbahnhof – Schloßplatz – Tübinger Straße – Schreiberstraße                         |
| 7           | Bopser – Wilhelmsplatz – Wilhelmsbau – Hegelplatz – Herdweg – Doggenburg                                                                |
| 8           | Fermée |
| 9           | Fermée |
| 10          | Sillenbuch – Ruhbank – Ruhbank – Alexanderstraße – Charlottenplatz – Schloßplatz – Hauptbahnhof – Birkenwaldstraße – Kunstgewerbeschule |
| 11          | Fermée |
| 12          | Wangen – Untertürkheim – Cannstatt Rbhf. – Rosensteinbrücke – Hallschlag                                                                |
| 13          | Cannstatt Rbhf. – Rosensteinbrücke – Pragwirtshaus – Feuerbach Rbhf. – Rosenstraße                                                      |
| 14          | Wilhelmsbau – Hauptbahnhof/Eßlinger Straße – Berg – Wilhelma – Münster                                                                  |
| 15          | Pragwirtshaus – Hauptbahnhof – Schloßplatz – Charlottenplatz – Heslach Seilbahn                                                         |
| 16          | Degerloch – Bopser – Schloßplatz – Hauptbahnhof – Pragwirtshaus – Feuerbach Rbhf. – Rosenstraße                                         |
| 17          | Fermée |
| 18          | Botnang – Kräherwald – Schloßplatz – Charlottenplatz – Wagenburgstraße – Gablenberg Schule                                              |
| 19          | Fermée |
| 20          | Vogelsang – Schloßstraße – Lautenschlagerstraße – Hauptbahnhof – Gablenberg                                                             |
| 21          | Leipziger Platz – Schloßplatz – Hauptbahnhof – Berg – Cannstatt Rbhf. – Kursaal – Obere Ziegelei                                        |
| 22          | Wiesenstraße – Cannstatt – Rosensteinbrücke – Hallschlag                                                                                |
| 23          | Feuerbach Rbhf. – Weil im Dorf / Gerlingen                                                                                              |
| 24          | Fermée |
| 25          | Schloßplatz – Neckarstraße – Hackstraße – Schlachthof – Wangen – Untertürkheim – Obertürkheim                                           |
| 26          | Schloßplatz – Neckarstraße – Hackstraße – Schlachthof – Wangen – Hedelfingen – Obertürkheim – Mettingen – Eßlingen – Obereßlingen       |
| Funiculaire | Südheimer Platz – Waldfriedhof Heslach                                                                                                  |

| Ligne             | Parcours des lignes de l'agglomération exploitées par d'autres sociétés                              |
| ----------------- | --- |
| Crémaillère (SPB) | Stuttgart Zahnradbahnhof – Alte Weinsteige – Degerloch Zahnradbahnhof                                |
| Filderbahn (SFB)  | Degerloch – Möhringen – Landhaus – Plieningen – Hohenheim                                            |
| Filderbahn (SFB)  | Degerloch – Möhringen – Vaihingen                                                                    |
| Filderbahn (SFB)  | Degerloch – Möhringen – Unteraichen – Leinfelden – Echterdingen                                      |
| 26                | Obereßlingen – Eßlingen – Mettingen – Obertürkheim (Eßlinger Städtische Straßenbahn)                 |
| 27                | Eßlingen Rbhf. – Obereßlingen (Eßlinger Städtische Straßenbahn)                                      |
| END               | Eßlingen – Nellingen – Denkendorf (Straßenbahn Esslingen–Nellingen–Denkendorf)                       |
| END               | Eßlingen – Nellingen – Scharnhausen – Neuhausen (Straßenbahn Esslingen–Nellingen–Denkendorf)         |
| SSF               | Feuerbach Rbhf. – Weil im Dorf – Weil im Dorf Rathaus / Gerlingen (Städtische Straßenbahn Feuerbach) |

### La transition entre tramway et métro léger

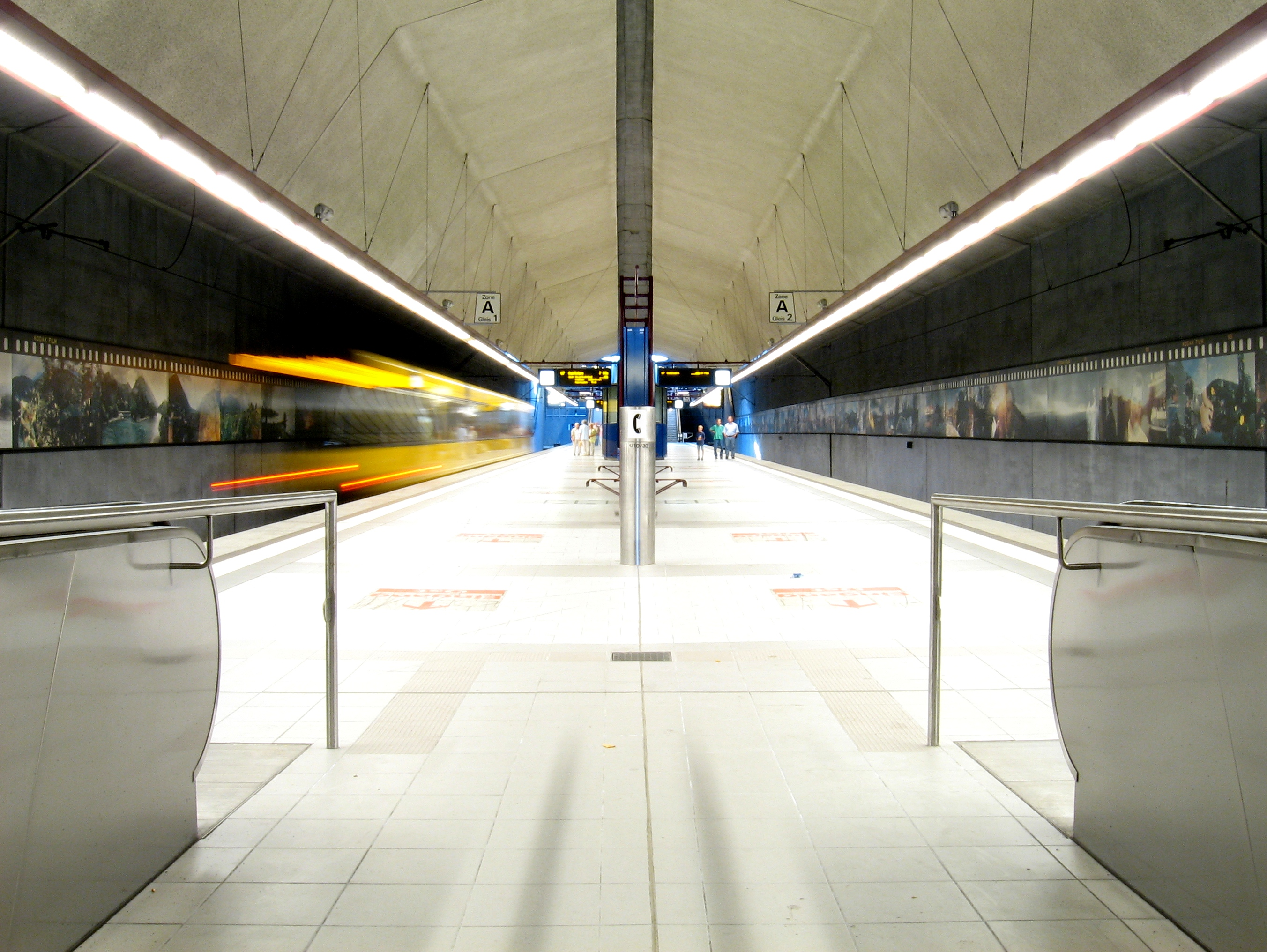
Station souterraine de Killesberg

Le métro léger de Stuttgart (Stadtbahn Stuttgart) est né de la transformation du réseau de tramway qui a longtemps dominé les transports urbains de la ville. Sa naissance remonte à 1961, lorsque le conseil municipal choisit de mettre en souterrain les voies de tramway en centre-ville et de les installer en site propre en surface à la périphérie.
La première station souterraine a été ouverte à Charlottenplatz en 1966 à l'endroit où se croisent les « lignes longeant la vallée » (Tallängslinien) et les « lignes traversant la vallée » (Talquerlinien). Le tunnel entre Neckartor et Marienplatz a été achevée en 1972. Les souterraines et les stations ont été conçues dès l'origine pour recevoir des rames à voie normale ayant un gabarit plus large.
Au milieu des années 1970, la construction d'un réseau de métro lourd reprenant les tunnels existant est étudiée. Cependant, en 1976, cette solution est écartée au profit de la conversion du réseau de tramway en métro léger. En 1978, les sections de lignes situées sur la Königstraße, devant la gare centrale, ainsi que les voies entre les stations Université (aujourd'hui Friedrichsbau) et Türlenstraße ont été mises en souterrain. En 1984, c'est au tour de la station Rotebühlplatz, dont le gros œuvre a été réalisé dès 1978, dans le cadre de la construction du réseau de S-Bahn (RER) d'être mise en service. Le tunnel sous la Siemensstraße entre Pragsattel et la gare Feuerbacher est aussi mis en service cette année-là.
Jusqu'à ce jour, onze autres souterrains ont été construits : Neue Weinsteige (1987), Degerloch (1990), Feuerbach Wiener Straße (1990), Weilimdorf (1992), Killesberg (1993), Botnanger Sattel (1994), Gerlingen (1997), Waldau (1998), Sillenbuch (1999), Ruit (2000) et Steinhaldenfeld (2005). La longueur totale des voies souterraines atteint 24 kilomètres. Le réseau est conçu pour pouvoir être transformé en métro lourd à tout moment, si les moyens financiers sont disponibles.
Au printemps 1993 a lieu l'ouverture de la nouvelle ligne U7 jusqu'à Killesberg qui reprend les dessertes abandonnées en 1976 par la ligne de tramway no 10. En 1999, le prolongement de la ligne U14 de Mühlhausen à Neckargröningen donne pour la première fois à une extension du réseau depuis le lancement du concept de métro léger, les travaux précédents s'étant limités à reconstruire en souterrain des sections existantes en surface. En 2000 suit la mise en service des 6,3 kilomètres de ligne nouvelle entre Heumaden et Nellingen. Mi-2005, le quartier de Neugereut est relié au réseau et à la fin de cette même année intervient la mise en service de la section de Freiberg à Mönchfeld.

### Transformation du tramway en métro léger

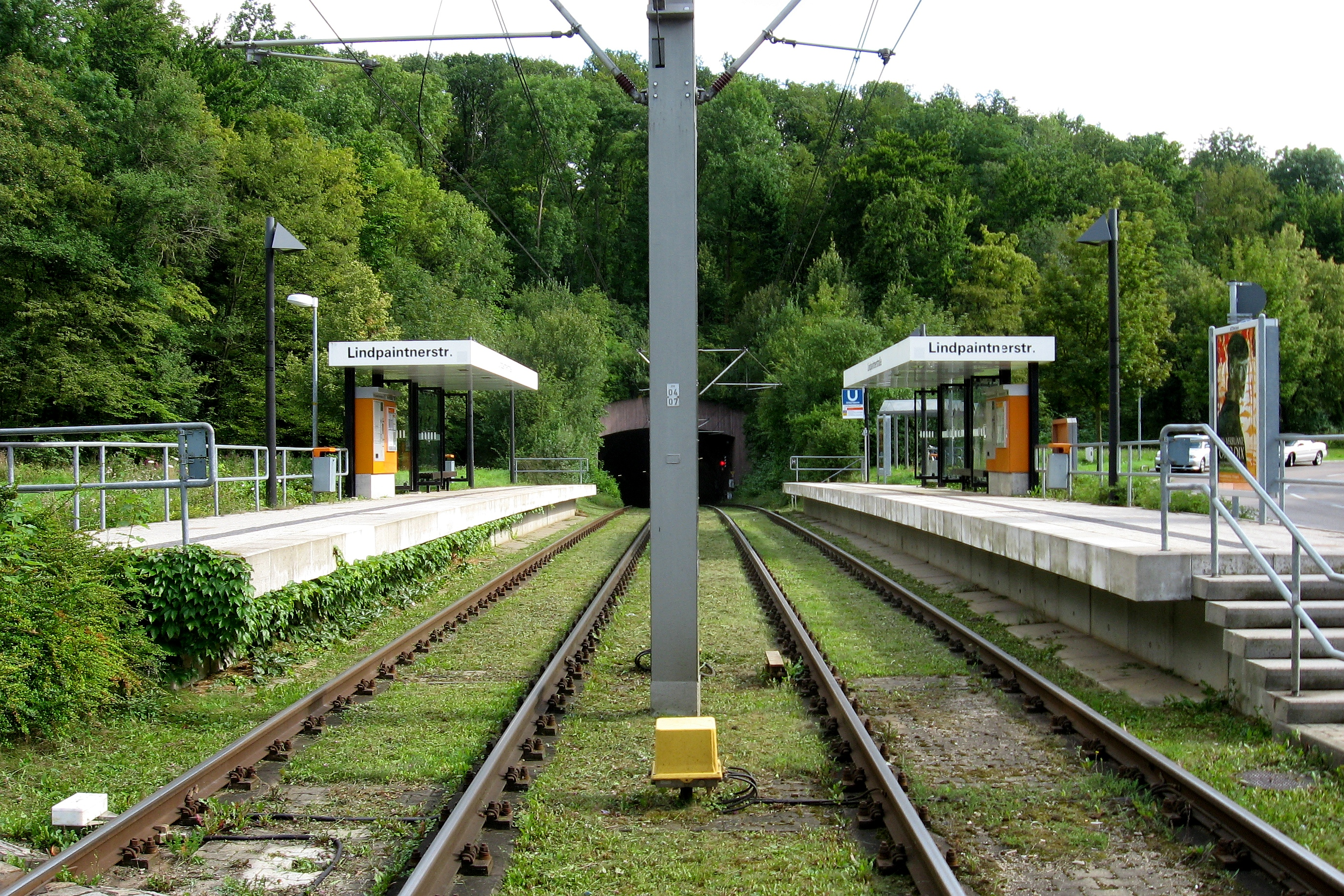
Quai haut, et en arrière-plan l'entrée du tunnel Botnanger Sattel.

En tenant compte de la topographie particulière de la ville de Stuttgart, il a été développé un matériel roulant spécifique, le DT 8 qui a influencé le développement du métro léger. Tout d'abord, il circule sur des voies à écartement normal, et non des voies métriques comme le tram, ce qui nécessite le changement d'écartement des lignes qu'il doit parcourir. Ensuite, ce matériel est à plancher haut conçu pour pouvoir être de plain-pied avec les quais hauts. Enfin, il s'agit d'un matériel bidirectionnel, ce qui permet de supprimer les boucles de retournement aux terminus indispensables aux tramways unidirectionnels antérieurs.
Étant donné que les deux systèmes devaient coexister sur une longue période des solutions transitoires ont été mises en œuvre. Les lignes ferroviaires de la ville ont d'abord été reconstruites à trois rails pour être à double écartement. Le rail intérieur a ensuite été déposé sur les lignes qui ne sont plus parcourues par des tramways.
Une des difficultés à résoudre a été la différence de hauteurs de quai. Les vieux tramways étaient accessibles soit depuis le niveau de la route, soit par des quais bas. Le matériel roulant du métro léger est lui conçu pour être accessible de plain-pied depuis les quais hauts. Les types de véhicules les plus anciens (DT 8.4, DT 8.5, DT 8.7) ont été équipés de marchepieds rabattables, permettant de desservir des stations à quais bas. Pendant la période transitoire, alors que les deux types de véhicules circulaient dans les tunnels, les quais des stations ont été aménagés sur la moitié de leur longueur en quais hauts, et sur la seconde moitié en quais bas. Cette partie étant ensuite rehaussée lorsque les tramways cessaient définitivement de circuler sur le tronçon de ligne.
De 1982 à 1983, les trois séries 8 DT (DT 8.1 à DT 8.3) ont circulé sur la section d'essai de la ligne 3 entre Plieningen et Möhringen. En 1985, la ligne 3 de Plieningen à Vaihingen a été la première ligne de métro léger entièrement exploitée par du matériel à voie normale. En 1986 ont suivi les lignes 1 et 14, puis en 1988, la Volksfestlinie, en 1989 la ligne 9, en 1990 les lignes 5 et 6, en 1993, la nouvelle ligne 7 et en 1994 la ligne 4. En 1997-1998, c'est au tour de la ligne 13 d'être transformée. En 2000, la ligne 8 apparaît les jours ouvrables en empruntant des sections de plusieurs lignes existantes. Cette même année est mise en service la ligne 16 dite « des lignes de la manifestation » (Veranstaltungslinien) (renumérotée 19 en 2006). 2002, marque la conversion de la ligne 2 du tramway en métro léger.
En septembre 2005 ont débuté les travaux pour la conversion de la dernière ligne à voie métrique, la ligne 15. Tout d'abord, la circulation a été maintenue sur les deux extrémités de la ligne, entre Olgaeck et Ruhbank ainsi qu'à partir de la Nordbahnhof. En décembre 2007, la ligne U15 est mise en service entre Ruhbank et Zuffenhausen Kelterplatz. Sur les sections reconstruites, il a été maintenu des voies à trois rails en vue de la circulation de tramways historiques depuis le futur Musée du Tram à Bad Cannstatt vers Ruhbank et la Nordbahnhof. De début 2008 à fin 2010, la transformation de la ligne se poursuit de Zuffenhausen à Stammheim, ce qui nécessite la construction d'un tunnel sous toute la longueur de la Unterländer Straße. Pendant cette période, cette section est desservie par autobus de substitution.
Au début de l'année 2008 ont commencé les travaux de prolongement de la ligne U6 de Möhringen dans le quartier de Fasanenhof à la zone industrielle Fasanenhof Est. L'achèvement de ce tronçon est également prévu pour la fin de 2010.

### Chronique de la transformation des lignes
Pour différencier les lignes de métro léger 1, 3 et 14, créées en 1989 des lignes de S-Bahn et de tramway, leur indice est précédé de la lettre U. L'E-ligne de Cannstatter Wasen à Daimler-Stadion a reçu son indice actuel U11 en 1994.
| Date d'ouverture  | Ligne              | Tronçons neuf ou reconstruits                                                                                               |
| ----------------- | ------------------ | --- |
| 28 septembre 1985 | 3                  | Plieningen – Vaihingen Bf                                                                                                   |
| 19 avril 1986     | 1                  | Fellbach Lutherkirche – Vaihingen Bf                                                                                        |
| 12. Juli 1986     | 14                 | Mühlhausen – Mineralbäder / Staatsgalerie – Berliner Platz – Österreichischer Platz                                         |
| 24 septembre 1988 | E (Volksfestlinie) | Mercedesstraße – Cannstatter Wasen                                                                                          |
| 30 septembre 1989 | U9                 | Hedelfingen – Raitelsberg – Stöckach / Berliner Platz (Liederhalle) – Vogelsang                                             |
| 3 novembre 1990   | U5, U6             | Freiberg – Pragsattel / Feuerbach Pfostenwäldle – Pragsattel / Pragsattel – Möhringen Bf / Vaihinger Straße – Leinfelden Bf |
| 26 septembre 1992 | U6                 | Giebel – Feuerbach Pfostenwäldle                                                                                            |
| 19 avril 1993     | U7                 | Killesberg – Eckartshaldenweg                                                                                               |
| 13 août 1993      | E (Stadionlinie)   | Cannstatter Wasen – Neckarstadion                                                                                           |
| 3 octobre 1993    | U6                 | Gerlingen Siedlung – Giebel                                                                                                 |
| 24 septembre 1994 | U4                 | Untertürkheim Bf – Wasenstraße / Wangener-/Landhausstraße – Ostendplatz – Bergfriedhof / Vogelsang – Botnang                |
| 1er juin 1997     | U6                 | Gerlingen – Gerlingen Siedlung                                                                                              |
| 13 septembre 1997 | U13                | Pragsattel – Bad Cannstatt Wilhelmsplatz / Augsburger Platz – Schlotterbeckstraße                                           |
| 27 mars 1998      | U13                | Schlotterbeckstraße – Wasenstraße                                                                                           |
| 23 mai 1998       | U7                 | Bopser – Ruhbank |
| 22 mai 1999       | U14                | Neckargröningen – Mühlhausen                                                                                                |
| 11 septembre 1999 | U7                 | Ruhbank – Heumaden |
| 9. September 2000 | U7, U8             | Heumaden – Nellingen |
| 22 juin 2002      | U2                 | Hauptfriedhof – Bad Cannstatt Wilhelmsplatz                                                                                 |
| 14 décembre 2002  | U2                 | Berliner Platz (Hohe Straße) – Hölderlinplatz                                                                               |
| 16 juillet 2005   | U2                 | Neugereut – Hauptfriedhof                                                                                                   |
| 11 décembre 2005  | U5                 | Mönchfeld – Freiberg |
| 8 décembre 2007   | U15                | Löwentor – Nordbahnhof – Türlenstraße / Olgaeck – Eugensplatz – Ruhbank                                                     |
| 11 décembre 2010  | U6                 | Möhringen Freibad – Fasanenhof                                                                                              |
| 10 décembre 2011  | U15                | Zuffenhausen – Stammheim |
| 14 septembre 2013 | U12                | Löwentor – Hallschlag |

## Le réseau actuel

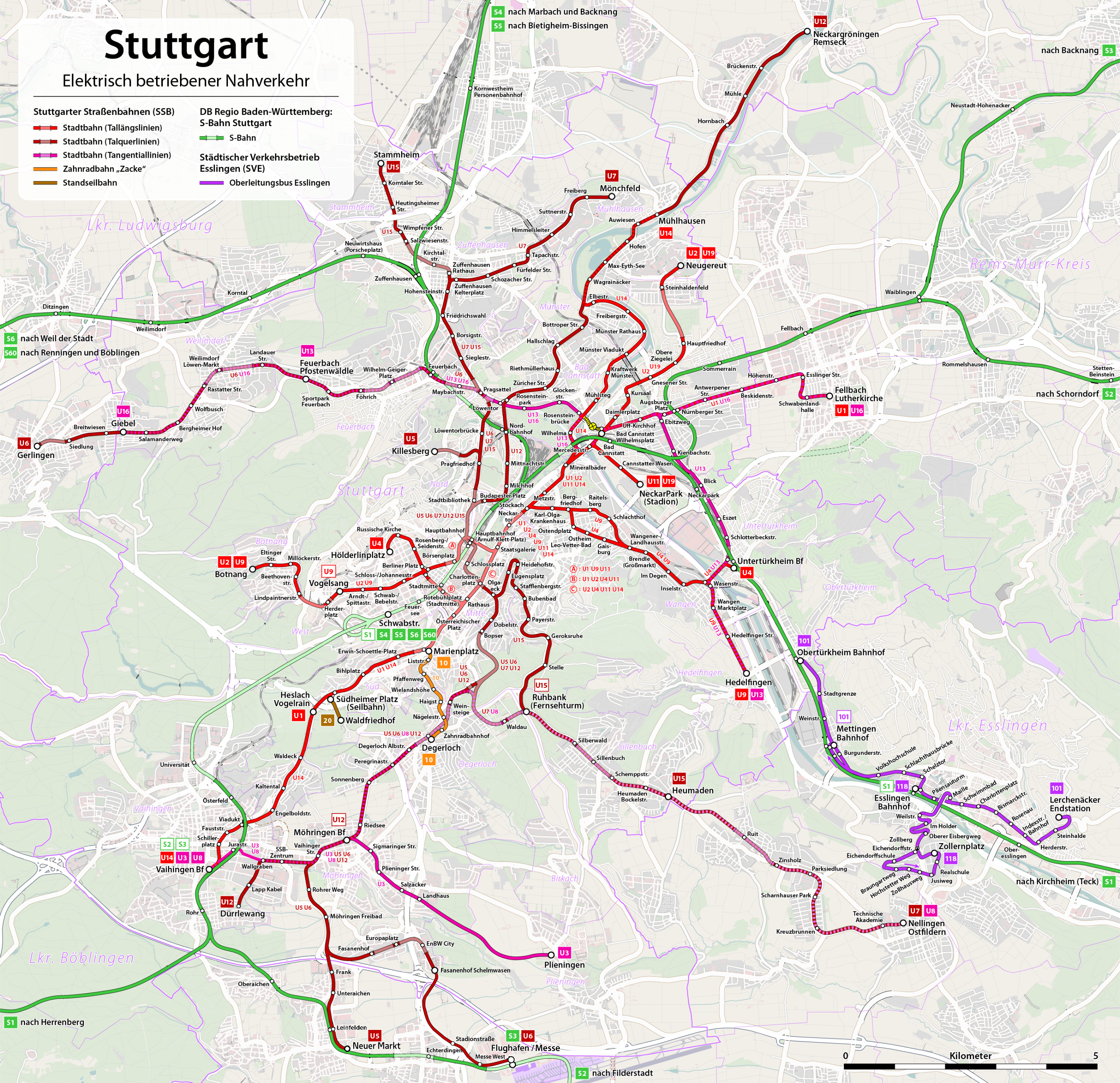
Plan du réseau actuel.

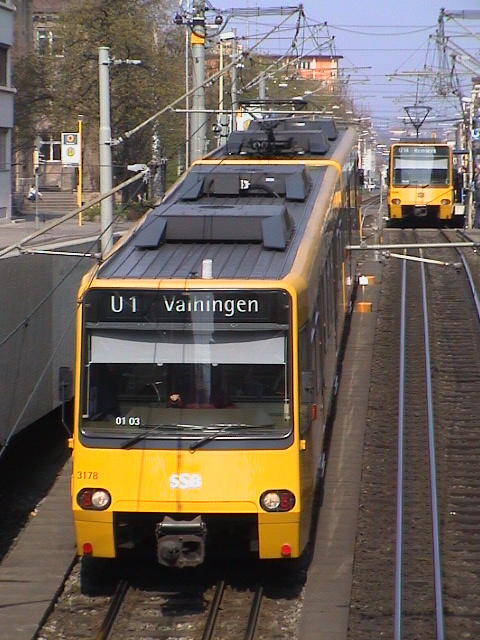
Métro léger - rame modèle DT 8.7.

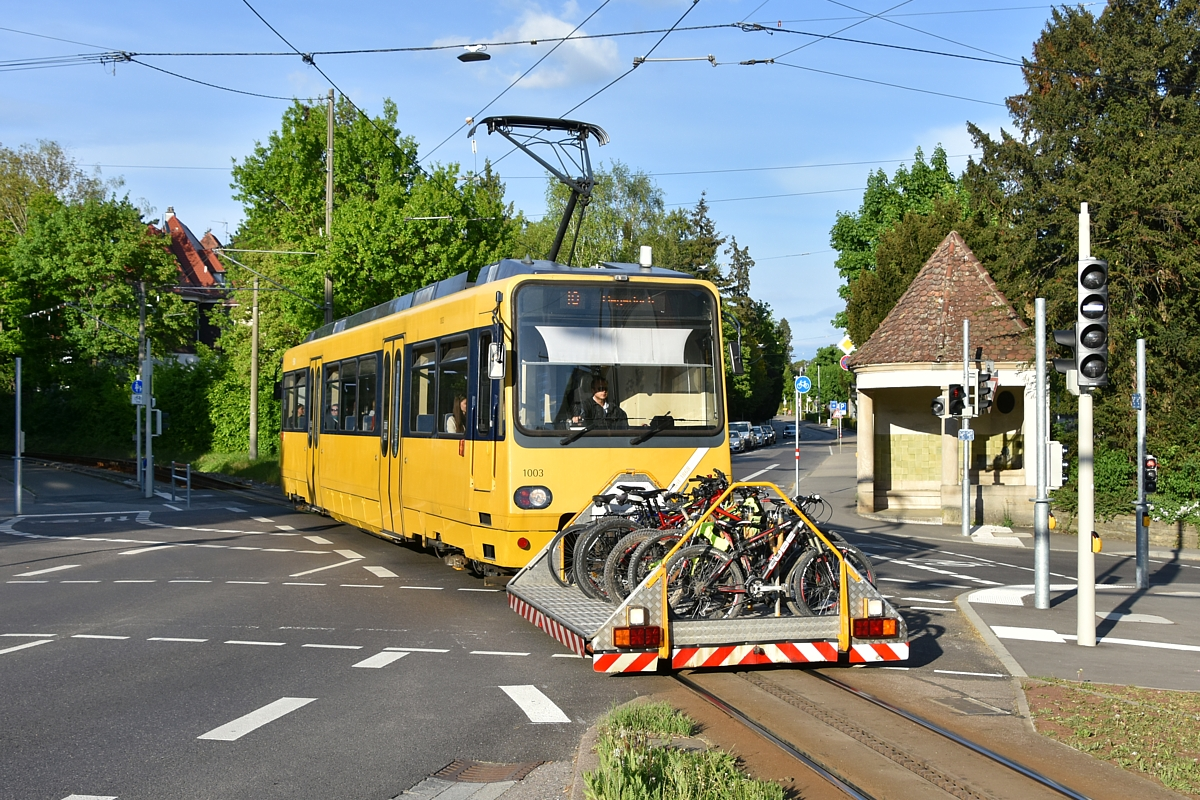
Zacke ligne 10.

Le métro léger de Stuttgart (Stadtbahn Stuttgart), géré par la société Stuttgarter Straßenbahnen AG (SSB), est depuis 1985 un élément du réseau de transport ferroviaire rapide de l'agglomération de Stuttgart. Il a été conçu pour remplacer l'ancien réseau de tramway à voie métrique existant. Ce dernier a, dès 1966, vu certaines de ses sections de lignes mises en souterrain.
Le réseau se compose de 13 lignes régulières et 2 lignes fonctionnant lors d'événements ou de festivités publiques. Il y a 14 stations souterraines, 10 partiellement enterrées et 169 en surface. En comptant les troncs communs, les lignes ont une longueur cumulée de 228 km. Le réseau des voies atteint lui une longueur de 128 km. Quelques lignes relient la ville de Stuttgart aux villes voisines de Fellbach (District de Rems-Murr-Kreis), Gerlingen, Remseck (District de Ludwigsburg), Leinfelden-Echterdingen et Ostfildern (District d'Esslingen).

### Aperçu général
Le réseau de métro léger est constitué de lignes suivant la vallée (Tallängslinien : U1, U11 et U14), de lignes traversant la vallée (Talquerlinien : U5, U6, U7 et U15), de lignes diagonales (Diagonallinien : U2, U4, U9 et U19) et de tangeantielles (Tangentiallinien : U3, U8 et U13). Les lignes qui ne circulent qu'à l'occasion de certains événements sont mis en italique. Les terminus indiqués entre parenthèses sont ceux desservis uniquement en période de pointe du lundi au vendredi.
| Ligne      | Parcours (Largeur de voie 1 435 mm) | Arrêts (dont souterrains) | Longueur de ligne | Temps de parcours (moyen) |
| U1         | Fellbach Lutherkirche – Bad Cannstatt – Stöckach – Charlottenplatz – Marienplatz – Heslach – Vaihingen | 31 (6)                    | 17,3 km           | 41 min                    |
| U2         | Neugereut – Bad Cannstatt – Stöckach – Charlottenplatz – Rotebühlplatz – Vogelsang – Botnang | 28 (5)                    | 14,1 km           | 35 min                    |
| U3         | Plieningen – Möhringen – Vaihingen | 11 (0)                    | 7,9 km            | 13 min                    |
| U4         | Untertürkheim – Wangen – Ostheim – Stöckach – Charlottenplatz – Rotebühlplatz – Hölderlinplatz | 22 (5)                    | 9,5 km            | 25 min                    |
| U5         | Killesberg – Hauptbahnhof - Charlottenplatz – Degerloch – Möhringen – Leinfelden | 22 (6)                    | 15,0 km           | 29 min                    |
| U6         | Gerlingen – Giebel – Weilimdorf – Feuerbach – Pragsattel – Löwentorbrücke – Hauptbahnhof – Charlottenplatz - Möhringen – Fasanenhof Schelmenwasen | 40 (8)                    | 26,1 km           | 52 min                    |
| U7         | Mönchfeld – Zuffenhausen – Pragsattel – Löwentorbrücke – Hauptbahnhof – Ruhbank/Fernsehturm – Heumaden – Ostfildern–Nellingen | 36 (7)                    | 24,3 km           | 33 min                    |
| U8         | Vaihingen – Möhringen – Degerloch – Ruhbank/Fernsehturm – Heumaden – Ostfildern-Nellingen Seulement les jours ouvrables de 05:30 heures à 19:30 heures, toutes les 20 minutes. Les entrées et sortie de dépôt des lignes U7 et U15 sont assurées sous l'indice U8 entre Möhringen (Dépôt) et Ostfildern ou Heumaden.                                                                            | 26 (4)                    | 18,5 km           | 33 min                    |
| U9         | Hedelfingen – Raitelsberg – Hauptbahnhof – Vogelsang (– Botnang) Durant les vacances scolaires et en dehors des heures de pointe, exploitation uniquement entre Hedelfingen et Vogelsang. | 28 (4)                    | 13,4 km           | 34 min                    |
| 10 (Zacke) | Marienplatz – Wielandshöhe – Degerloch Chemin de fer à crémaillère de Stuttgart ; largeur de voie 1 000 mm. | 9 (0)                     | 2,2 km            | 10 min                    |
| U11        | Neckarpark (Mercedes-Benz Arena) – Cannstatter Wasen – Mineralbäder – Hauptbahnhof – Berliner Platz – Rotebühlplatz – Charlottenplatz – Mineralbäder – Cannstatter Wasen – Daimler-Stadion/Schleyer-Halle Uniquement pour des fêtes, manifestations sportives ou de concerts. En cas d'animation de taille modeste l'exploitation est assurée en navettes seulement Mineralbäder – Neckarpark . | 22 (9)                    | 12,2 km           | 32 min                    |
| U12        | Hallschlag – Löwentor – Nordbahnhof – Hauptbahnhof – Charlottenplatz – Degerloch – Möhringen (– Vaihingen). | 27 (5)                    | 16,3 km           | 37 min                    |
| U13        | (Giebel –) Feuerbach Pfostenwäldle – Pragsattel – Löwentor – Bad Cannstatt – Untertürkheim – Wangen – Hedelfingen L'exploitation se limite à la section entre Hallschlag und Möhringen. | 30 (3)                    | 17,6 km           | 39 min                    |
| U14        | Remseck-Neckargröningen – Münster – Hauptbahnhof – Rotebühlplatz – Heslach Vogelrain | 33 (7)                    | 20,8 km           | 47 min                    |
| U15        | (Mönchfeld –) Zuffenhausen – Nordbahnhof – Hauptbahnhof – Eugensplatz – Ruhbank/Fernsehturm (– Heumaden) Durant les vacances scolaires et en dehors des heures de pointe, l'exploitation se limite à la section entre Stammheim et Ruhbank/Fernsehturm. | 32 (5)                    | 18,0 km           | 43 min                    |
| U19        | Bad Cannstatt Wilhelmsplatz – Daimler-Stadion/Schleyer-Halle Uniquement pour lors d'événements dans le Daimler-Stadion ou dans la Schleyer-Halle/Porsche-Arena. | 3 (0)                     | 1,6 km            | 3 min                     |

### Les horaires
Les lignes de U1 à U7, U9, U13, U14 et U15 circulent tous les jours de 4h à 1h avec des fréquences variables : du lundi au vendredi, du début de l'exploitation à 5h, un tram toutes les 15 à 20 minutes, de 5 h à 19 h toutes les 10 minutes, après 20 heures toutes les 15 minutes et après 23 heures toutes les 20 minutes. Le samedi la fréquence est de 10 minutes de 10 à 18 heures. Le dimanche de 11h (U1, U5, U6, U7, U14), 12 heures (U2, U4) ou 13 heures (U3, U9, U13, U15) à 18 heures, les fréquences varient entre 15, 20 et 30 minutes.
Les lignes U6, U7, U11 (lors de grandes évènements) et U12 peuvent être exploitées en unités multiples du lundi au samedi. Les quais des stations Jurastraße (U6) et Berliner Platz/Hohe Straße (U11) sont trop courts pour accueilr ces rames de plus de 80 mètres de long, elles ne sont alors pas desservies.

### Le matériel roulant

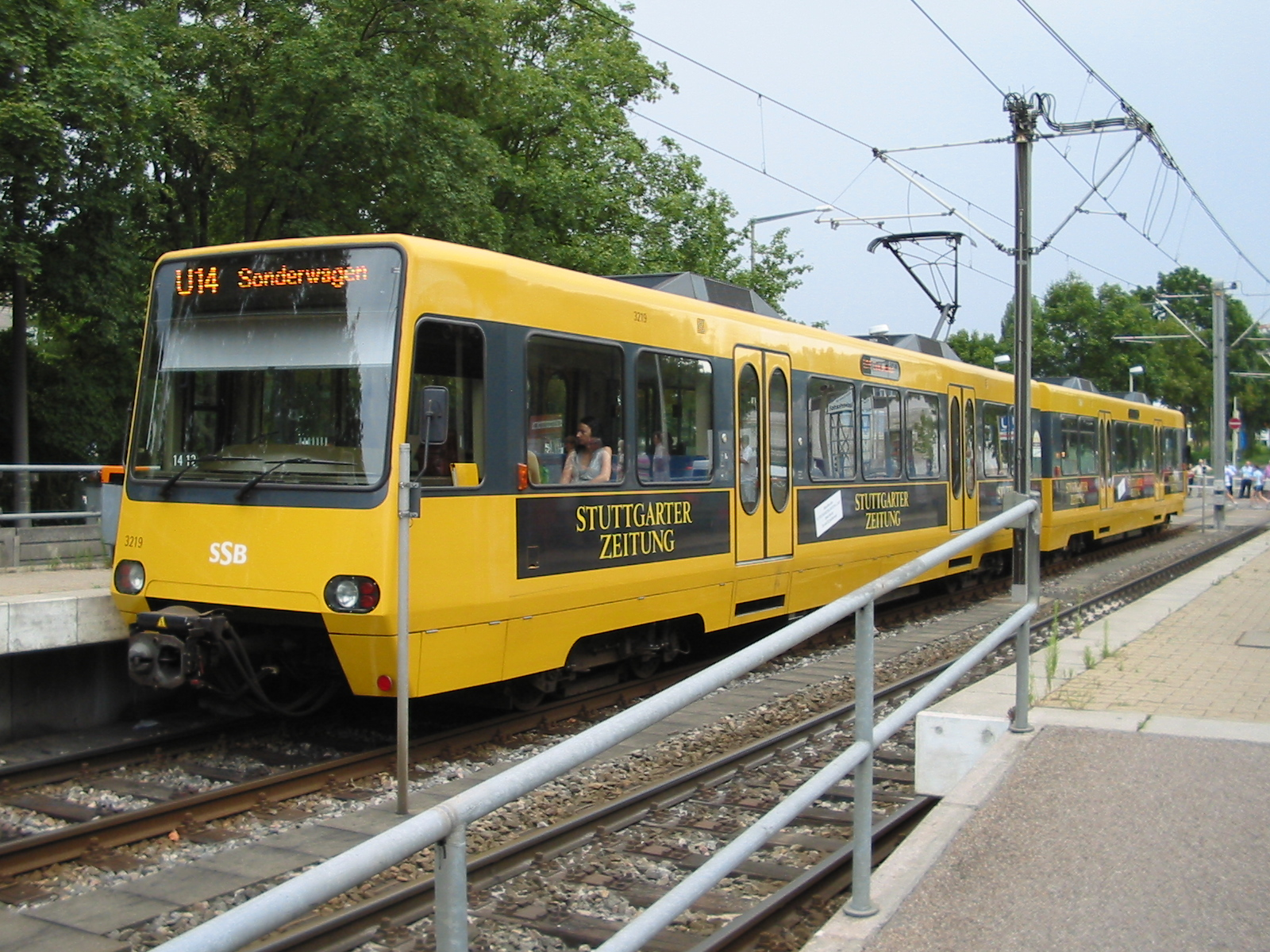
Rame de la série DT 8.9

Le parc est composé de 164 rames automotrices de type DT 8, conçu spécialement pour Stuttgart et de ses contraintes topographiques par Duewag, AEG, Siemens, Simmering-Graz-Pauker (SGP) (technique) et Inger Lind & Partner (Design). Le terme de DT 8 (Doppeltriebwagen 8) signifie que le métro est composé de deux motrices à huit essieux. Il existe désormais onze générations, les trois premières étaient des prototypes.
En 2010, 20 rames Stadler Tango sont commandés, la première rame entre en service en septembre 2013. Elles prennent le nom de S-DT8.12, mesurent 39,1 m pour une largeur de 2,65.
En janvier 2014, 20 rames supplémentaires sont commandées, avec un début de livraison prévu en 2016.

### Dépôts
Les rames du réseau sont stationnées  dans trois dépôts différents. Le dépôt no 1 à Heslach a été ouvert le 2 mai 1985 et est doté d'un atelier et d'une machine à laver les rames. Il accueille 40 rames des lignes U1, U2, U4, U5, U9, U13 et U14. La croissance du réseau a nécessité la création de nouveaux dépôts. Le dépôt no 2 ouvre ainsi en 1989 à Möhringen. Il a été agrandi en 1994 et accueille aujourd'hui 60 rames. C'est dans celui-ci que se trouvent le siège des SSB, l'atelier principal et un tunnel de lavage des rames. Le dépôt de Möhringen abrite les rames utilisées sur les lignes U3, U5, U6, U7, U8 et U15. De ce dépôt dépendent les faisceaux de stationnement de  Gerlingen (depuis 1997, dix trains) et Waldau (depuis 1998, cinq trains). Le 10 mai 2000, le dépôt no 3 a été mis en service à Remseck-Aldingen. Il avait en première phase d'aménagement une capacité de 40 trains, désormais il peut accueillir 60 rames. Tout comme dans les autres dépôts, celui d'Aldingen dispose d'un système de lavage des rames et d'un atelier. Il abrite des rames des lignes U1, U2, U13, U14 et U15. Les trains des lignes spéciales, sont issus de tous les dépôts, en fonction des disponibilités d'exploitation.
Les anciens tramways de la ligne 15 ont été hébergés dans l'ancien dépôt no 5 à Cannstatt, jusqu'à la fin 2007. Au cours de l'été 2008, le musée du tram qui était jusque-là à Zuffenhausen y ouvre ses portes. Le dépôt no 10 à Marienplatz héberge les trois rames à crémaillère de type ZT 4, de la ligne 10.

## Projets

### Accessibilité
Le programme pour rendre accessible le métro léger, surtout pour les personnes à mobilité réduite, se poursuit. L'objectif est d'équiper toutes les stations de quais hauts, et d'ascenseurs dans le cas où elles ne sont pas de plain-pied.
- D'ici la fin 2008, les quais bas de la station 'Vaihingen Schiller Platz de la ligne U1, et des stations Ostendplatz, Tal-/Landhausstraße  (renommée: Leo-Vetter-Bad) et Gaisburg  U4 seront rehaussés.
- Un problème se pose la transformation des quais aux arrêts Badstraße et Augsburger Platz de la ligne U13. La solution privilégiée par la SSB dans le secteur de la Badstraße pour réduire la hauteur des quais serait d'abaisser les voies. Cette solution est rejetée par une partie de la classe politique et des commerçants. Ceux-ci préconisent plutôt l'abandon de cette section et que la ligne U13 fasse un détour entre les stations Rosensteinbrücke et Wilhelmsplatz à Bad Cannstatt, C'est depuis 1997 la deuxième menace de fermeture qui plane sur les voies de la Badstraße. Dans le cadre d'un prolongement programmé de la ligne U13 en direction du sud à Gunsten, la station Augsburger Platz sera déplacée et la station de correspondance Ebitzweg avec la Schusterbahn est appelée à être supprimée.

### Lignes U5/U7
- Il est prévu que les deux lignes échangent leurs branches au nord de la ville. À l'avenir, la ligne U5 aura son terminus a Killesberg, et la ligne U7 circulera sur la voie vers Zuffenhausen, Freiberg et Mönchfeld. Comme les rames de la ligne U7 continueront à circuler en unités multiples, les quais des stations comprises entre Sieglestraße et Suttnerstraße seront allongés à 80 mètres. Cette permutation est programmée pour la fin 2010.
- Au cours des débats, il a été envisagé une reconstruction de la ligne entre Leinfelden et Echterdingen (Hinterhof), fermée dans les années 1990, ainsi que son éventuel prolongement en souterrain.

### Ligne U6
- Un prolongement depuis la station Möhringen Bahnhof est en cours de réalisation par l'utilisation des voies de la ligne U5 jusqu'à Möhringen Freibad, puis l'emprunt d'une nouvelle ligne dans le quartier de Fasanenhof, et la zone industrielle Fasanenhof Est. Il y aura de nouvelles stations à Bonhoefferkirche, Europaplatz, Eichwiesenring et Schelmenwasen. Les premiers chantiers préparatoires ont été menés en 2007 et le début des travaux a eu lieu en janvier 2008. La mise en service est prévue pour le mois de décembre 2010.
- Pour l'avenir, une réflexion est engagée sur un prolongement du tronçon en construction vers la zone industrielle de Fasanenhof Est jusqu'au site de la foire de Stuttgart à proximité de l'aéroport[2]. Les résultats des études sur les différents tracés possibles ainsi que la rentabilité prévisible de cette extension sont attendus pour le début de l'année 2009[3].

### Ligne U12
- Dans le cadre du projet Stuttgart 21, il a été planifié la construction d'une nouvelle ligne entre la gare centrale, le futur quartier européen, le quartier de la gare du Nord, le quartier de Löwentor et  Hallschlag à Hofen, de même qu'un prolongement de la ligne U14 de Mühlhausen à Remseck. Dans le périmètre du futur quartier de l'Europe (anciennement gare  de marchandises, actuellement de zone de planification A1 de Stuttgart 21) il est prévu une déviation de la ligne existante de la Türlenstraße à la nouvelle gare centrale à l'étude. De cet endroit partira un tunnel qui atteindre la future station de Budapester Platz et qui se poursuivra jusqu'à la Nordbahnhofstraße. Les travaux pour la construction à ciel ouvert du tunnel devront débuter en novembre 2008, en même temps que ceux de la nouvelle bibliothèque municipale de la „Bibliothek 21“[4]. L'achèvement des travaux de la ligne U12 est envisagé pour 2012[3].

### Ligne U15
- Le plus grand projet en cours est la conversion de l'ancienne ligne de tramway entre Zuffenhausen Kelterplatz et Stammheim avec mise en souterrain sous les Unterländer Straße et Güglinger Straße. Les arrêts de Stammheim Rathaus et Stammheim seront fusionnés. La station Zahn-Nopper-Straße située entre les stations Kirchtalstraße et Salzwiesenstraße sera fermée. Un projet antérieur finalement abandonné prévoyait une liaison entre le métro léger et la S-Bahn à Zuffenhausen. Cependant la distance entre les voies de la ligne de tramway vers Ludwigsburg et la gare était trop importante. La (re)mise en service de la ligne est prévue pour le mois de décembre 2010.
- Dans le cadre de Stuttgart 21, avec l'achèvement prévu des travaux de la ligne U12, le parcours de la ligne U15 dans le quartier de la Nordbahnhof et le futur quartier de l'Europe va changer. La ligne U15 aura un tronc commun avec la ligne U12 entre les arrêts Hauptbahnhof et Türlenstraße. Elle empruntera aussi le nouveau tunnel sous le quartier européen pour desservir la future station de Budapester Platz. De là, les voies passeront sous la future Budapester Platz (carrefour des Wolframstraße et Nordbahnhofstraße) puis suivront la Nordbahnhofstraße, où ils rejoindront le réseau existant à la station Milchhof. Les voies parcourant la Friedhofstraße et la station Pragfriedhof seront alors désaffectées.

### Autres
- Il est en discussions, mais pas encore décidé formellement suite de la discussion, mais pas encore dans la planification concrète se trouvent, entre autres, un manque de desserte entre les stations Mönchfeld (terminus actuel de la ligne U5 et de la ligne U7 à l'avenir) et Mühlhausen (U14) et l'extension de la „Neuen Messelinie“ en direction de Filderstadt et au-delà. La desserte de la zone industrielle de Möhringen/Vaihingen et du quartier Dürrlewang pourrait aboutir d'ici la fin de 2012. Cette extension sera servie par la ligne U12[5].

## Planification du réseau et tunnels inutilisés
- Lors de la construction de la S-bahn jusqu'en 1978, il a été réalisé en deuxième sous-sol sous la Rotebühlplatz un court tronçon de tunnel pour le métro léger. Ce tunnel a été mis en service en 1983 avec la construction de la station souterraine Rotebühlplatz et de la rampe dans la Fritz-Elsas-Straße.
- Dans la galerie entre les stations Charlottenplatz et Staatsgalerie, on peut voir l'amorce d'un tunnel côté sud aujourd'hui inexploité. Il s'agit de l'ancien tunnel de la rampe provisoire de la Konrad-Adenauer-Strasse (abandonnée en 1972 avec l'ouverture de la section du tunnel entre les stations Charlottenplatz et Stöckach).
- L'arrêt de Herder possède dans ses tréfonds une ébauche de tunnel, aujourd'hui inexploité, qui permettrait de faire passer les voies existantes vers Botnang et de les relier à un éventuel futur tunnel sous la Bebelstraße.
- Le terminus de Ostfildern-Nellingen a été construit sur un radier renforcé ce qui permettra, lors d'un éventuel prolongement en direction de d'Esslingen am Neckar, de la transformer en rampe d'accès au tunnel.
- Les premières voies pour la ligne U12 sont déjà en place à la suite de la reconstruction et du déplacement des voies au niveau du carrefour de Löwentor, en liaison avec le nouveau Pragsatteltunnel.

### Planifications antérieures
- Dans les années 1980, la construction des autoroutes B 10 et B 27 a permis de réaliser une galerie pour une éventuelle extension à la gare de Zuffenhausen. Ce tunnel est à ce jour inexploité. Il s'étend seulement sous la route, mais pas dans les emprises des chemins de fer Deutsche Bahn, car lors de la construction de cette route celles-ci ont certes été réduites, mais pas bouleversées en profondeur. Même, dans le cadre du prolongement de la ligne U15, ce tunnel reste inexploité car la ligne U15 ne passe pas par la gare de Zuffenhausen, mais par un nouveau tunnel sous la Unterländerstraße et la Güglingerstraße. Le nouveau tunnel est placé suffisamment profondément pour permettre un éventuel abaissement du tracé de la route ultérieurement.
- Sur le tronçon aujourd'hui à l'abandon entre Leinfelden et Echterdingen, a été bâti à la fin des années 1970 un lycée. Comme l'avenir de cette ligne n'était pas encore définitivement tranché, un emplacement a été réservé à l'extérieur de l'enceinte pour permettre de rétablir la ligne avec trois voies si nécessaire. Ce tronçon aurait dû être reconstruit en même temps que le reste des voies de la ligne U5 en 1991, mais celle-ci a son terminus à Leinfelden et aucun prolongement n'est envisagé dans un avenir raisonnable.
- Sur la section de Vaihingen à Möhringen, le nouveau pont sur la Nord-Süd-Straße, construit au début des années 1980, a été prévu pour permettre la reconstruction de la ligne vers  Möhringen. Dans le cadre d'un projet de cette époque, il était prévu le transfert du parc d'entretien des voies de Wangen au dépôt de Möhringen (transfert non réalisé à ce jour). Dans le cadre de ce projet, il a été réalisé une voie de raccordement dans la gare de Vaihingen, comme à l'époque de l'ancienne Filderbahn à laquelle le tramway était raccordé. Ce raccordement longe la Nord-Süd-Straße jusqu'à l'endroit où devrait être construit le nouveau parc d'entretien des voies.